# Dagana dzong
Dagana dzong je grad in trdnjava (dzong) v južnem delu Butana  zgrajen v letih 1649 - 1651. Je središče okraja Dagana. V njem je danes uprava okraja in duhovščina okraja. Ta dzong je zgradil Dronyer Druk Namgjel. Na začetku se je imenoval Darkar Trashiyangtse Dzong in bil sedež penlopov iz Darkarja.

## Izvor imena
Ime Dagana ima dva izvora – iz besede darkala, ki je pokrajinsko božanstvo in zavetnik Jomo Darkala, ter iz besede darkarnang (območje belih molitvenih zastav) od Duddžoma Džigdroel Yeshey Dordžija, velikega budističnega mojstra. Nekoč je bila darkala znana tudi kot Ling Sum – tri velika območja vasi Lha Ling, Pel Ling in Dar Ling. Dagana dzong je bil tradicionalno sedež mogočnega penlopa ('guverner') Dagane, ki je imel rang kabinetnega ministra v sistemu Desi, ki ga je uvedel šabdrung Ngavang Namgjal.

## Zgodovina
šabdrung Ngavang Namgjal je do sredine 17. stoletja z uspešnimi vojaškimi pohodi združil zahodni del sedanjega Butana. Zato se je usmeril na jug, center in vzhod Butana. Leta 1648 je poslal Dronyer Druk Namgjela najprej v pokrajino Darkala z nalogo, da to ozemlje osvoji in tam zgradi dzong. Ta dzong bi imel nalogo vojaške obrambe njegove dežele pred vojaškimi vpadi iz Duarja, ki je del sedanje indijske zvezne države Assam. Druk Namgjel je dzong dokončal leta 1651. Tempa Thinley je bil imenovan za prvega penlopa Darkarja, ki je hkrati postal eden od devetih članov kabineta centralne vlade Lhengye Tshog, katero je vodil Druk Desi.
Značilnost Dagana dzonga (trdnjavski samostan) je njegov stolp (utse), ki je osrednji stolp trdnjave, ki se dviga nad ostalim delom kompleksa. Posebno višino gre pripisati njegovi vojaško-obrambni vlogi, saj dzong ni imel ločenega razglednega stolpa.
Dzong je preživel več rušilnih potresov in rušilnih zračnih tornadov, še posebej v času šestega penlopa Pekar Džungneja, ko je poleg poškodb zidov odneslo celotno strešno konstrukcijo. Dzong je bil obnovljen in posvečen šele za časa 10. glavnega meniha Dže Tenzin Chogyala, ki je tudi prvi ustanovil samostansko enoto in imenoval Geshey Rabgaya za prvega opata imenovanega Lam Neten. Uvedel je tudi tradicijo plesa mask. Dzong je bil ponovno obnovljen po potresu leta 1897. Zadnja obnova gradu je bila izvedena v letih 2009-2013.
Leta 2012 je bil Dagana Dzong vključen na poskusni seznam Butana za vpis na Unescov seznam svetovne dediščine..